# X11vnc
x11vnc fait partie du projet LibVNCServer (en). C'est un logiciel libre et gratuit sous licence GNU General Public License.
x11vnc a été créé en 2002 par Karl Runge parce qu'il était frustré de x0rfbserver, une application similaire mais dont le code ne fonctionnait pas sur tous les systèmes Unix / Linux.
Il existe beaucoup de programmes similaires appelés serveurs VNC.
Ce serveur est apprécié pour sa simplicité (même s'il ne fonctionne quasi exclusivement que depuis une console). Il permet de partager directement son bureau contrairement aux autres serveurs VNC sous Linux qui doivent être lancés avec leur propre session X.org (màj: les versions récentes des autres serveurs permettent toutes ce partage de bureau).
Il permet surtout de faire établir la connexion par le serveur (l'ordinateur dont on veut voir l'écran) vers le client sans se préoccuper du problème de routage côté serveur.